# Середниково
Середнико́во (историческое название Алешино (в честь Всеволодского), сельцо) — бывшее имение Всеволожских и Столыпиных, парково-усадебный ансамбль конца XVIII — начала XIX века, одно из наиболее известных лермонтовских мест России.
Усадьба расположена в городском округе Химки Московской области, к югу от посёлка и платформы Фирсановка. Рядом с усадьбой расположена деревня (бывшее село) Середниково и посёлок, известный как Посёлок санатория «Мцыри». На 1861 год село Середниково стояло в 25 верстах от Москвы, от крюковской станции вёрст семь, а известно оно было под тремя названиями: село, где церковь, называлась Середниково, тут жил причет, барский двор и дом назывался Алешино (в честь Всеволодского), самая же деревня — Лигачево.

## Происхождение названия
Первоначальное название местности — Горетов Стан, по протекающей поблизости реке Горетовке. В центре Горетова Стана находилась пустошь Середняя, и поселение на ней было названо Средниково. Впоследствии название трансформировалось в современное Середниково.

## История усадьбы
В первой половине XVI века земли, на которых впоследствии была построена усадьба, принадлежали воеводам из рода Добрынинских. В 1525 году, после успешного похода на Казань и в память о погибших товарищах, воевода Иван Васильевич Хабар-Симский-Образцов-Добрынинский дарит Середниково Чудову монастырю, основанному в Кремле Святителем Алексием. И на протяжении почти ста лет здесь была вотчина московского Чудова монастыря.
В 1623 году земли около нынешней усадьбы были пожалованы стольнику князю Никите Черкасскому; во владении князей Егуповых-Черкасских эти земли находились почти 150 лет. В 1693 году «по челобитью» внука Никиты Черкасского, князя Ивана Михайловича, в Середникове разрешено было соорудить каменную церковь во имя митрополита Алексия. В 1704 году в Середникове имелись церковь, усадебный дом, двор приказчиков, а также конюшенный и скотный дворы. С 1775 по 1796 годы эти земли принадлежали сенатору Всеволоду Алексеевичу Всеволожскому, при котором и был по большей части создан архитектурный комплекс усадьбы. Он построил барский каменный дом, великолепный скотный двор (в 1860-х годах в развалинах), насыпал гору сажен в семь вышины, чтоб поставить на ней беседку, и насадил на горе сосновую рощу. Для реки Горетовки вырыл другое русло, а из старого сделал пруды, через реку построил мосты, у самой реки — мыльню, которая стоила до 30 000 рублей, а на этом берегу развел великолепный английский сад. По концам села стояли башни, словно церкви, а в середине рядами тянулись оранжереи. Мыльная потом была обращена в крахмальный завод, где бабы руками терли картофель, но и завод недолго стоял, а от сада остался дикий старый лес, который в 1860-х годах имел, у народа, название английский сад.
После смерти Всеволода Алексеевича усадьбой завладел племянник покойного, Всеволод Андреевич; не будучи законным владельцем, он вывез из усадьбы мебель, скот и породистых лошадей, а также уничтожил ряд документов, в том числе документы по строительству усадебного дома. Лишь спустя несколько лет по суду законному наследнику, брату Всеволода Алексеевича Сергею, удалось вступить во владение усадьбой.
В 1811 году Сергей Всеволожский продал усадьбу полковнику Афанасию Нестерову, который вскоре (1813 год) перепродал её графу Григорию Салтыкову. У последнего в 1825 году Середниково приобрел генерал-майор Дмитрий Алексеевич Столыпин, брат бабушки М. Ю. Лермонтова Е. А. Арсеньевой. Спустя год после покупки усадьбы Дмитрий Алексеевич умер, и владелицей стала его вдова Екатерина Аркадьевна. Сюда поэт вместе с бабушкой в 1829—1832 приезжал на летние каникулы. Здесь Лермонтов испытал чувство первой любви, писал юношеские стихи, читал, переводил.
В 1855 году владельцем усадьбы стал Аркадий Дмитриевич Столыпин; здесь в 60-е годы прошло детство сына последнего, будущего государственного деятеля Петра Аркадьевича Столыпина. В 1869 году имение купил московский купец 1-й гильдии Иван Григорьевич Фирсанов. Имение было куплено за 75 тыс. рублей, причём Фирсанов вернул эти деньги, только продав на вырубку окружавший усадьбу лес; распродажа антикварной обстановки усадьбы дала ему ещё 45 тыс. рублей. После смерти Ивана Фирсанова имением владела его дочь Вера Ивановна. В гости к высокообразованной Вере Ивановне, любительнице и ценительнице искусства, приезжали певец Фёдор Шаляпин, композиторы Сергей Рахманинов и Юлиус Конюс, художники Константин Юон и Валентин Серов. В 1890 году владелица усадьбы заказала роспись плафона Овального зала усадебного дома художнику Виктору Штемберу. Темой стал «Демон» М. Ю. Лермонтова. К столетию со дня рождения поэта рядом с усадебным домом был поставлен обелиск поэту с надписью на фасадной стороне: «М. Ю. Лермонтов 1914 года Сей обелиск поставлен в память его пребывания в 1830-31 гг. в Средникове». Тыльная сторона содержит слова: «Певцу печали и любви …». По заказу Фирсановой в Париже был отлит также бюст Лермонтова работы скульптора А. С. Голубкиной.
В Середникове находилась мастерская Константина Юона, гостившего у Фирсановой в Середникове и полюбившего эти места. Художник выкупил у помещицы участок земли, поселился здесь, женился на местной уроженке К. А. Никитиной.
После революции 1917 года усадьба была национализирована. В августе 1919 года в ней отдыхал В. И. Ленин; в 1925 году в Середникове был открыт санаторий для нервных больных. Вскоре после начала Великой Отечественной войны, в начале июля 1941 года, сюда эвакуировали детей из крымского лагеря Артек; в середине июля артековцы были отправлены в Сталинградскую область. Колокольня храма Святителя Алексия была разобрана с тем, чтобы не послужить мишенью для вражеской авиации; сам храм продолжал действовать. Осенью 1941 года близ усадьбы проходил рубеж обороны Москвы; в парке сохранились следы земляных укреплений. В главном доме усадьбы работал полевой госпиталь. У ворот усадьбы советскими войсками был подбит немецкий танк; на территорию усадьбы немцам войти не удалось. После отступления немецких войск в Середникове некоторое время действовали курсы Белорусского штаба партизанского движения. В 1946 году на территории усадьбы разместился противотуберкулёзный санаторий «Мцыри». Во второй половине XX века усадебные здания постепенно приходили в упадок. С 1992 года усадьбу арендует фонд «Лермонтовское наследие». В 1990—2000-е годы была проведена реставрация архитектурного ансамбля.

## Архитектурный ансамбль усадьбы
Усадьба Середниково — образец архитектурно-паркового зодчества русского классицизма. Центральная часть усадебного комплекса — главный дом с бельведером. Его фланкируют четыре двухэтажных флигеля, соединённых с главным домом колоннадами. Все эти строения, за исключением колоннад, двухэтажные. К главному дому ведёт парадная аллея, слева от которой располагается корпус бывшего скотного двора, а справа — конного двора, где выделяется псевдоготическое строение каретного сарая. Правее конного двора — здание манежа. Фасады всех зданий имеют строгую классицистическую архитектурную обработку. Окна обрамлены утопленными в стены вертикальными филёнками, между окон — строгие римско-дорические пилястры. Так как дом и флигели неоднократно перестраивались, первоначальные интерьеры не сохранились. В составе комплекса также оранжерея и храм Святителя Алексия. Храм построен в конце XVII века при князьях Черкасских, в начале XIX века перестроен. Трёхъярусная колокольня относится к 1860-м годам.
К северу от главного дома находится ландшафтный парк с белокаменной лестницей-пандусом к пруду и тремя арочными мостами, перекинутыми через овраг (крупнейший из них — трёхпролётный «Чёртов» мост; по красоте своих эллипсовидных арок он принадлежит к числу лучших среди подобных сооружений). На живописных склонах оврага произрастают преимущественно хвойные породы деревьев — ель, сосна, лиственница.
Автор усадебных построек неизвестен; по мнению искусствоведа М. А. Ильина, авторство может принадлежать И. Е. Старову.

## Усадьба в наши дни
В конце XX века усадьба пришла в запустение. В 1992 году усадьба была передана в аренду на 49 лет ассоциации «Лермонтовское наследие», возглавляемой родственником поэта по линии его двоюродного брата М. Ю. Лермонтовым (полным тёзкой поэта). Силами ассоциации была проведена частичная реставрация усадебного комплекса. Сейчас в усадьбе действует воскресная школа; проводятся выставки; комплекс усадьбы сдается внаём для проведения праздников и т. п.
На территории усадьбы сохранились три каменных моста.
На территории усадьбы снимались различные фильмы и телесериалы. Среди них: художественный фильм «Чёрный монах» (1988), телесериалы «Бедная Настя» (2003—2004), «Закрытая школа» (2011—2012), «Угрюм-река» (2021), фильмы «Слуга государев» (2005), «Глянец» (2007) — эпизод с дворцом олигарха Клименко, за которого выходила замуж главная героиня, «Адмиралъ» (2008) — эпизод, когда Николай II принимает у себя Колчака, «И всё-таки я люблю» (2008) — эпизоды, где Вадим с Катей во Франции, «Записки экспедитора Тайной канцелярии» (2009—2010), «Любовь за любовь» (2013), «Дом на краю леса» (2016), «Екатерина. Взлёт» (2016), «Секта» (2019), «Анатомия убийства 2» (2019) — частная клиника, где работал главврачом друг Карского, Иннокентий. Декорации были сохранены, и на их базе создан выставочный комплекс «Киногород Piligrim Porto». «Пищеблок» (2023) — часть сцен 7-й серии второго сезона, где расположился особняк купца Е. В. Говши, из которого создали местный краеведческий музей.
В августе 2024 году на YouTube-канале известного российского блогера ExileShow вышел выпуск пряток с блогерами на территории исторического комплекса.

## Нумизматика
5 сентября 2018 года Банк России выпустил в обращение памятную серебряную монету номиналом 25 рублей «Усадьба „Мцыри (Спасское)“ („Середниково“), Московская область» серии «Памятники архитектуры России».

## Транспорт
Автобус № 40 от платформы Фирсановка до конечной остановки «Санаторий Мцыри».

## Галерея
- М. Ю. Лермонтов (справа) — руководитель ассоциации «Лермонтовское наследие», на прогулке у обелиска своего великого предка
- Усадебный храм
- Плафон главного зала
- Лестница
- Выставочный комплекс «Киногород Piligrim Porto».
- Здание манежа
- Конный двор